# Лудвиг Тик
Јохан Лудвиг Тик (Берлин, 31. мај 1773 — Берлин, 28. април 1853) је био немачки књижевник.
Похађао је различите универзитете, путовао из места у место и из земље у земљу, окушао се у готово свим књижевним делатностима и родовима, дошао у додир и сарађивао с многим истакнутим особама свога доба. Иако важно место у историји немачке књижевности заузимају његове драме, критике, научни списи, издавачки и преводитељски подухвати (средњовековна немачка поезија, енглеско позориште, Сервантесовов Дон Кихот, а учествовао је и у довршавању Шлегелових превода Шекспирових дела), његов, највећи допринос су новеле, допадљиве, духовите и реалистичне.